# Roman Olegowitsch Penkow
Roman Olegowitsch Penkow (russisch Роман Олегович Пеньков; * 17. November 1976 in Kirowohrad, Ukrainische SSR) ist ein russischer Musikproduzent und Remixer. Bekanntheit erlangte er vor allem durch seine Tätigkeit unter dem Pseudonym DJ Ram. Penkow ist spezialisiert auf Alternative, Elektronische Musik, Electronica und Synthpop, und hat nach eigenen Angaben zwischen 2001 und 2011 mehr als 100 Remixe produziert. 

## Karriere
1994 beendete Penkow die Hochschule Nummer 10 in Kursk mit Bildungsschwerpunkt auf Physik und Mathematik. Er begann im selben Jahr ein Physik- und Informatikstudium, das er im Jahr 2000 erfolgreich abschloss. Unter dem Pseudonym DJ Ram begann er 1997 eine professionelle Karriere als Remixer in Moskau. Dabei zeichnete Penkow sich besonders im Umgang mit modernem DJ-Equipment aus, wobei er auf sein im Studium erlerntes Wissen zurückgreifen konnte. Ebenfalls 1997 veröffentlichte er sein erstes Album mit dem Titel „РЭМЕСЛО“ (REMJESLO). Außerdem erstellte er Remixe für namhafte russische Bands wie etwa 7B, Mumi Troll und t.A.T.u. Für seine Remixversion des Liedes Ja soschla s uma wurde aus Szenen des Originalclips ein Remixvideo produziert. Im Herbst 2001 erschien mit Synthphony 2001 : Russian Strike über das Plattenlabel Synthphony Records sein zweites Album. Nach Erscheinen des Remix-Albums leitete Penkow das internationale Projekt Virtual Server, das Künstler aus der ganzen Welt vereinte, darunter aus Deutschland, Kanada, Australien, der Schweiz und den USA. Penkow komponierte und schrieb die Lieder, die dann vom Projektteam an die verschiedenen Bands weitergeleitet wurden, die diese dann aufnahmen. Die so entstandenen Lieder wurden im September 2002 auf dem Album Installed über das US-amerikanische Plattenlabel A Different Drum veröffentlicht. Am 14. April wurde Wilde Awake, am 23. Juli Fallen als Single ausgekoppelt. 2006 zog Penkow nach Moskau. Am 6. März 2007 erschien über das gleiche Label mit Setup ein weiteres Album des Projektes, das 13 Lieder von 13 verschiedenen Künstlern enthält.

## Diskografie

### Alben
- РЭМЕСЛО (1997)
- Synthphony 2001 : Russian Strike (2001)
- Installed (2002)
- Setup (2007)